# 3-Nitrooxypropanol
3-Nitrooxypropanol (kurz: 3NOP oder 3-NOP), auch 1,3-Propandiolmononitrat, ist eine organische Verbindung. Als Futtermittelzusatzstoff für Milchkühe und Zuchtrinder soll sie die Emission des Treibhausgases Methan verringern.

## Beschreibung
3-Nitrooxypropanol ist der Halbester von 1,3-Propandiol mit Salpetersäure. Es ist gut in Wasser löslich. Die berechnete biologische Halbwertszeit liegt bei 4,5 Tagen.

Methyl-Coenzym M, das natürliche Substrat der Methyl-Coenzym-M-Reduktase, wird durch das Analogon 3-Nitrooxypropanol verdrängt

Methanogene Archaeen („Urbakterien“), beispielsweise von der Gattung Methanobrevibacter, produzieren Methan aus Kohlenstoffdioxid (CO2) und Wasserstoff (H2). Diese Reaktion wird durch das Enzym Methyl-Coenzym-M-Reduktase katalysiert. 3-NOP bindet als strukturelles Analogon des natürlichen Substrates Methyl-Coenzym M (CH3-S-CoM bzw. 2-Methylmercapto-ethansulfonsäure) an die Reduktase und blockiert diese, wodurch die Fähigkeit der Archaeen, Methan zu bilden, reduziert wird.
Die Enzymblockade führt zu einem Anstieg des metabolischen Wasserstoffs, der nicht für die Methanogenese verwendet wird, und zu einer Verschiebung des Fermentationsmusters. Dadurch wird der molare Anteil von Propionat und Butyrat erhöht und der von Acetat verringert. 3-NOP reduziert so die Methanausscheidung von Wiederkäuern, wenn es dem Futter zugesetzt wird.

## Futtermittelzusatz
3-Nitrooxypropanol (3-NOP) ist der Wirkstoff des Futtermittelzusatzstoffes Bovaer 10, der seit Februar 2022 in der Europäischen Union als Futtermittelzusatzstoff in der Kategorie „zootechnische Zusatzstoffe“ und der Funktionsgruppe „Stoffe, die die Umwelt günstig beeinflussen“ zugelassen ist. Das fein granulierte weiße Pulver besteht aus 10,5 % 3-NOP, 35,2 % 1,2-Propandiol und 54,3 % Kieselsäure.
Laut Herstellerangaben reduziert 3-NOP den Methanausstoß von Milchkühen um etwa 30 %, bei Zuchtrindern aus dem Mastbetrieb um etwa 45 %. Bovaer 10 wurde von DSM entwickelt, das dafür von der DLG den Innovation Award in Silber erhielt.
Würden in Deutschland alle Rinder den Futtermittelzusatzstoff Bovaer 10 erhalten, so könnten die Treibhausgasemissionen um 5,75 bis 8,25 Millionen Tonnen CO2-Äquivalente reduziert werden. Dies entspricht, für das Jahr 2018 gerechnet, einem Anteil von 0,67 bis 0,96 % an den gesamten deutschen Treibhausgasemissionen. Die notwendige tägliche Dosis liegt nach Herstellerangaben bei 1,0 bis 1,5 g pro Rind („1/4 Teelöffel“). Die Wirkung setzt nach etwa 30 Minuten ein. Die durch den Herstellungsprozess erzeugte Menge an CO2 entspricht 2,4 % des CO2-Äquivalents, das durch die Zugabe von Bovaer in das Futter einer Milchkuh und die anschließende Verringerung der Methanbildung tatsächlich eingespart wird.
Die Wirksamkeit gilt durch Studien als sehr gut nachgewiesen, jedoch fehlen, wie ein Mitarbeiter der Bayerischen Landesanstalt für Landwirtschaft (LfL) darlegt, Langzeitversuche die einen Gewöhnungseffekt ausschließen, in der Form, dass die methanreduzierende Wirkung nach einer Weile wieder nachlässt. Der Bayerische Bauernverband erwähnte die hohen Kosten, die den Einsatz von 3-NOP ohne Anreize für die Landwirte unattraktiv mache.

## Weiterführende Literatur

### Fachzeitschriften
- A. N. Hristov, A. Melgar, D. Wasson, C. Arndt: Symposium review: Effective nutritional strategies to mitigate enteric methane in dairy cattle. In: Journal of dairy science. Band 105, Nummer 10, Oktober 2022, S. 8543–8557, doi:10.3168/jds.2021-21398, PMID 35863922 (Review).
- F. Garcia, C. Muñoz, J. Martínez-Ferrer et al.: 3-Nitrooxypropanol substantially decreased enteric methane emissions of dairy cows fed true protein- or urea-containing diets. In: Heliyon. Band 8, Nummer 6, Juni 2022, S. e09738, doi:10.1016/j.heliyon.2022.e09738, PMID 35770150, PMC 9234604 (freier Volltext).
- Z. Liu, K. Wang, X. Nan et al.; Synergistic Effects of 3-Nitrooxypropanol with Fumarate in the Regulation of Propionate Formation and Methanogenesis in Dairy Cows. In: Applied and Environmental Microbiology. Band 88, Nummer 6, März 2022, S. e0190821, doi:10.1128/AEM.01908-21, PMID 35080908, PMC 8939354 (freier Volltext).
- Safety and efficacy of a feed additive consisting of 3‐nitrooxypropanol (Bovaer® 10) for ruminants for milk production and reproduction (DSM Nutritional Products Ltd). In: EFSA Journal 2021;19(11):6905 doi:10.2903/j.efsa.2021.6905.
- Matthias Schilde, Dirk von Soosten, Liane Hüther et al.: Effects of 3-nitrooxypropanol and varying concentrate feed proportions in the ration on methane emission, rumen fermentation and performance of periparturient dairy cows. In: Archives of Animal Nutrition. 2021, Band 75, Nummer 2, S. 79–104 doi:10.1080/1745039X.2021.1877986, PMID  33641544.
- A. Melgar, K. C. Welter, K. Nedelkov, C. M. Martins, M. T. Harper, J. Oh, S. E. Räisänen, X. Chen, S. F. Cueva, S. Duval, A. N. Hristov: Dose-response effect of 3-nitrooxypropanol on enteric methane emissions in dairy cows. In: Journal of dairy science. Band 103, Nummer 7, Juli 2020, S. 6145–6156, doi:10.3168/jds.2019-17840, PMID 32278563 (Open Access).
- W. Jin, Z. Meng, J. Wang, Y. Cheng, W. Zhu: Effect of Nitrooxy Compounds with Different Molecular Structures on the Rumen Methanogenesis, Metabolic Profile, and Methanogenic Community. In: Current microbiology. Band 74, Nummer 8, August 2017, S. 891–898, doi:10.1007/s00284-017-1261-7, PMID 28488014.
- A. Patra, T. Park, M. Kim, Z. Yu: Rumen methanogens and mitigation of methane emission by anti-methanogenic compounds and substances. In: Journal of animal science and biotechnology. Band 8, 2017, S. 13, doi:10.1186/s40104-017-0145-9, PMID 28149512, PMC 5270371 (freier Volltext) (Review).
- A. N. Hristov, J. Oh, F. Giallongo et al.: An inhibitor persistently decreased enteric methane emission from dairy cows with no negative effect on milk production. In: Proceedings of the National Academy of Sciences. 2015, Band 112, Nummer 34, S. 10663–10668 doi:10.1073/pnas.1504124112, PMID 26229078, PMC 4553761 (freier Volltext).
- C. K. Reynolds, D. J. Humphries, P. Kirton et al.: Effects of 3-nitrooxypropanol on methane emission, digestion, and energy and nitrogen balance of lactating dairy cows. In: Journal of dairy science. Band 97, Nummer 6, 2014, S. 3777–3789, doi:10.3168/jds.2013-7397, PMID 24704240 (Open Access).

### Dissertationen
- Matthias Schilde: The combined opportunities of supplementing varying concentrate-to-forage ratios with 3-nitrooxypropanol in the ration of dairy cows from the periparturient to the mid-lactation period. Dissertation, Martin‐Luther‐Universität Halle‐Wittenberg, 2023 (PDF).
- Pablo Salvador Alvarez-Hess: Evaluation of fat, nitrate and 3-nitrooxypropanol for reducing enteric methane emissions from ruminants. Dissertation, The University of Melbourne, 2019 (PDF).

### Sonstige
- Schlussbericht für das Projekt „Einfluss von 3-Nitrooxypropanol und variierendem Konzentratanteil in der Ration auf die Methanemission und Tiergesundheit bei peripartalen Milchkühen“ (MethaNiKuh). 01.07.2018 – 30.06.2021, Friedrich-Loeffler-Institut.
- Klimafreundlichere Verdauung: Neuer Futtermittelzusatz soll Methanemissionen von Milchkühen verringern. Presseartikel der Europäischen Kommission vom 23. Februar 2022.